# Barbara Prammer
Barbara Prammer (Ottnang am Hausruck, 1954. január 11. – Bécs, 2014. augusztus 2. ) osztrák politikus, 2006-tól a haláláig a Nemzeti Tanács elnöke volt.

## Politikai karrier
2004. július 6. és július 8. között ő volt Andreas Khollal és Thomas Prinzhornnal együtt államfő is.
Prammer volt az első nő mint a Nemzeti Tanácsa elnöke.